# Susanna Mälkki
Susanna Mälkki (Helsinki, 13 marzo 1969) è una direttrice d'orchestra e violoncellista finlandese.

## Primi anni
Mälkki si è formata come violoncellista come allieva di Hannu Kiiski, e in seguito ha studiato direzione d'orchestra con Jorma Panula, nonché Eri Klas e Leif Segerstam, alla Sibelius Academy. Ha anche studiato alla Royal Academy of Music di Londra. Ha partecipato a un laboratorio di Sibelius Academy Conductor alla Carnegie Hall nel 1998, sotto la supervisione di Panula e Esa-Pekka Salonen.

## Carriera
Nel 1994 Mälkki ha vinto il 1º premio al Concorso Nazionale di Violoncello di Turku. Dal 1995 al 1998 era primo violoncello dell’Orchestra Sinfonica di Göteborg. Lasciò la sua posizione di Göteborg per dedicarsi alla direzione d'orchestra. Dal 2002 al 2005 è stata direttore musicale dell'Orchestra Sinfonica di Stavanger. Il suo debutto con l'Ensemble InterContemporain (EIC) avvenne nel mese di agosto del 2004, in un programma di Harrison Birtwistle al Festival di Lucerna. Diventò direttore musicale della EIC nel 2006, prima donna a ricoprire l'incarico e rimase direttore musicale della EIC fino al 2013. Continua a mantenere una residenza a Parigi. Nel maggio 2013 è stata nominata Direttore Ospite Principale della Gulbenkian Orchestra con un contratto iniziale di 3 anni, in vigore da luglio 2013. Nel settembre 2014 Mälkki è stata nominata prossimo Direttore Principale della Orchestra Filarmonica di Helsinki, con validità dall'autunno 2016, prima donna ad essere nominato a questo posto.
Mälkki è nota come una specialista in musica contemporanea. Il suo lavoro nella musica contemporanea comprende numerose prime mondiali e produzioni operistiche, come condurre la prima finlandese Powder Her Face di Thomas Adès nel 1999, che indusse la Adès ad invitare la Mälkki ad essere sua assistente per ulteriori produzioni di questa opera nel Regno Unito, nell'Almeida Theatre, dove, come osservò, "ho terminato lo svolgimento di alcune delle produzioni". Ha diretto la prima mondiale dell'opera di Luca Francesconi "Quartett" alla Scala di Milano nel 2011, diventando la prima donna a dirigere una produzione d'opera nella storia della casa.
Al di fuori dell'Europa, Mälkki fatto il suo debutto dirigendo in Nuova Zelanda nel novembre 2006 con la New Zealand Symphony Orchestra. Il suo debutto dirigendo in Nord America fu nel febbraio 2007 con la Saint Louis Symphony Orchestra. Il suo debutto alla BBC Proms fu nel luglio 2007, guidando la London Sinfonietta. In primo luogo ha diretto da ospite la Los Angeles Philharmonic nel 2010. Nel mese di aprile 2016 l'orchestra ha annunciato la sua nomina come suo prossimo direttore ospite principale, con effetto dalla stagione 2017-2018, con un contratto iniziale di 3 anni. È il primo direttore donna a essere nominato come direttore ospite principale della Filarmonica di Los Angeles.

## Registrazioni
Mälkki ha registrato due opere di Stuart MacRae per l'etichetta NMC, Two Scenes from the Death of Count Ugolino e Motus. Con l'EIC, lei ha diretto registrazioni di musiche di Bruno Mantovani, Luca Francesconi, Philippe Manoury, Michael Jarrell, Pierre Jodlowski, e Yann Robin, tutto per l'etichetta Kairos.